# 週末ナチュラリスト
週末ナチュラリスト（しゅうまつなちゅらりすと）は、2022年4月2日から中国放送（RCCラジオ）で毎週土曜日7:00 - 10:55に生放送されているラジオ番組。

## 概要
同時間帯で放送されていた『一文字弥太郎の週末ナチュラリスト 朝ナマ!』のパーソナリティーである一文字弥太郎が2022年2月に死去したことに伴い、同年4月、同番組でアシスタントを担当していた岡佳奈をメインパーソナリティに迎え、改題・リニューアルを行う形で開始。

## 出演者
- 岡佳奈
- 柳田理科雄:「柳田理科雄の空想科学ラジオ読本デラックス」担当
- 名切弥月[注釈 1]:「イリガン珈琲店」店長。2022年10月から「ナチュラリスト文化部」に月1回出演[4]。
- 掛本智子:「GET THE VICTORY! サンフレッチェダイアリー」、「京橋の杜 ON SATURDAY」に出演。2023年9月23日放送回では岡の代理を担当。

## コーナー
☆は『一文字弥太郎の週末ナチュラリスト 朝ナマ!』からの継続コーナー。
- 朝イチリクエスト[5]→百四十文字リクエスト
- ナチュラリスト文化部
- ナチュラリスト流　ひろしま食農塾　☆
- GET THE VICTORY! サンフレッチェダイアリー　☆
- 柳田理科雄の空想科学ラジオ読本 デラックス　☆
- つどいのひろば

## タイムテーブル

### 2023年4月現在
- 7:00 オープニング
- 7:10 天気予報
- 7:20 ナチュラリスト文化部・#百四十文字リクエスト
- 7:50 交通情報
- 7:55 8時前のニューストピックス
- 8:15 ナチュラリスト流　ひろしま食農塾（提供：JAグループ広島）
- 8:30 GET THE VICTORY! サンフレッチェダイアリー（提供：にしき堂）
- 8:40 ラジオカーレポート
- 8:45 交通情報
- 8:50 ナチュラリスト的アンケート
- 9:00 9時のポエム
- 9:05
  - 仕立て屋タッキーのファッションプレス（第1週）
  - Dear Partners（第4週）
- 9:20 柳田理科雄の空想科学ラジオ読本 デラックス
- 9:40 はぴねすくらぶラジオショッピング
- 9:45 交通情報
- 9:55 掛本智子の京橋の杜 ON SATURDAY
- 10:05 つどいのひろば
- 10:30 ヤマスイお買い得情
- 10:35 ラジオカーレポート
- 10:40 交通情報
- 10:50 エンディング